# Rue Jean-Marie-Jégo
Pour les articles homonymes, voir Jégo.
La rue Jean-Marie-Jégo est une rue du 13e arrondissement de Paris située dans le quartier de la Maison-Blanche.

## Situation et accès
La rue Jean-Marie-Jégo est desservie à proximité par la ligne 6 à la station Corvisart.

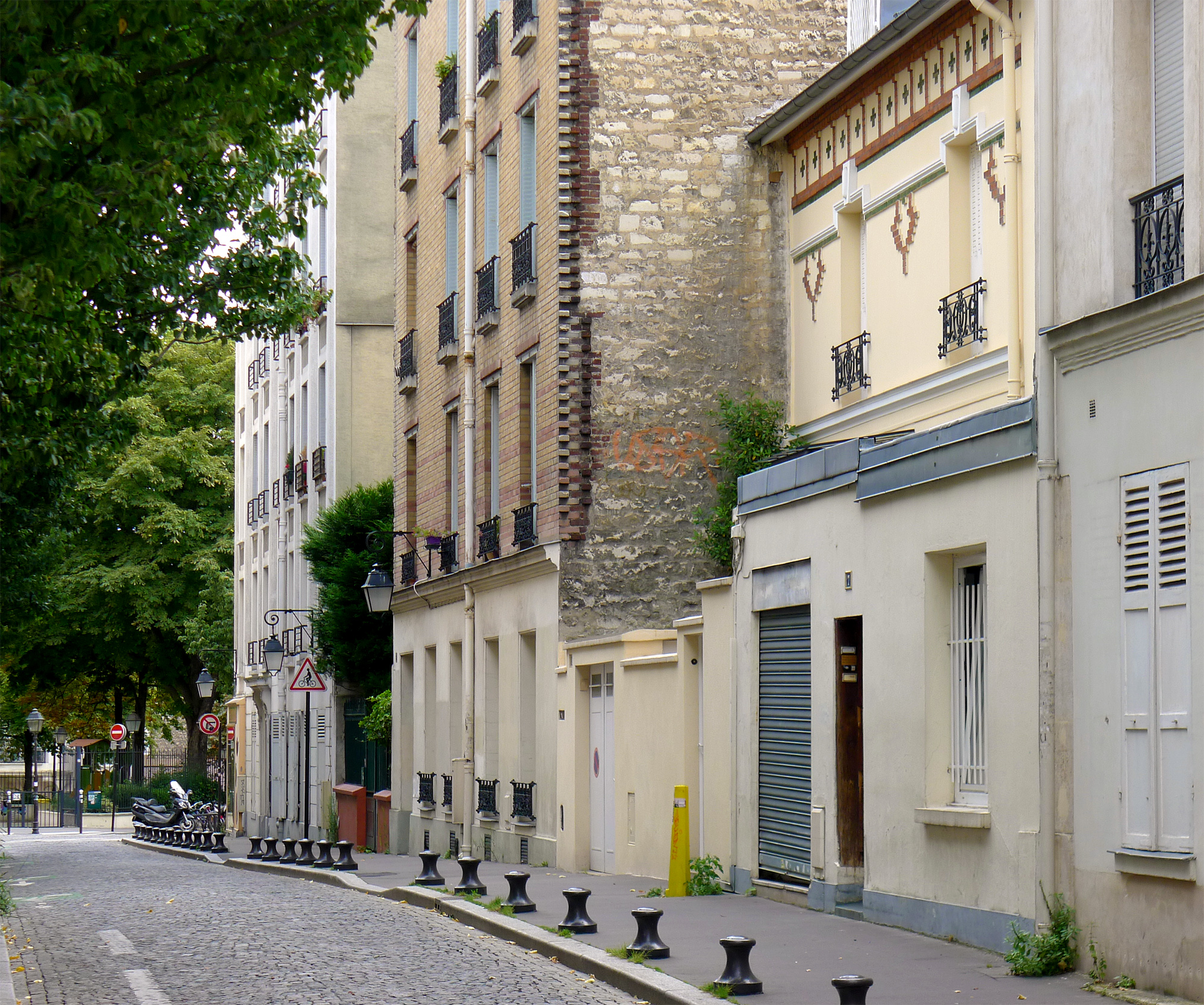
Rue, côte rue de la Butte-aux-Cailles.
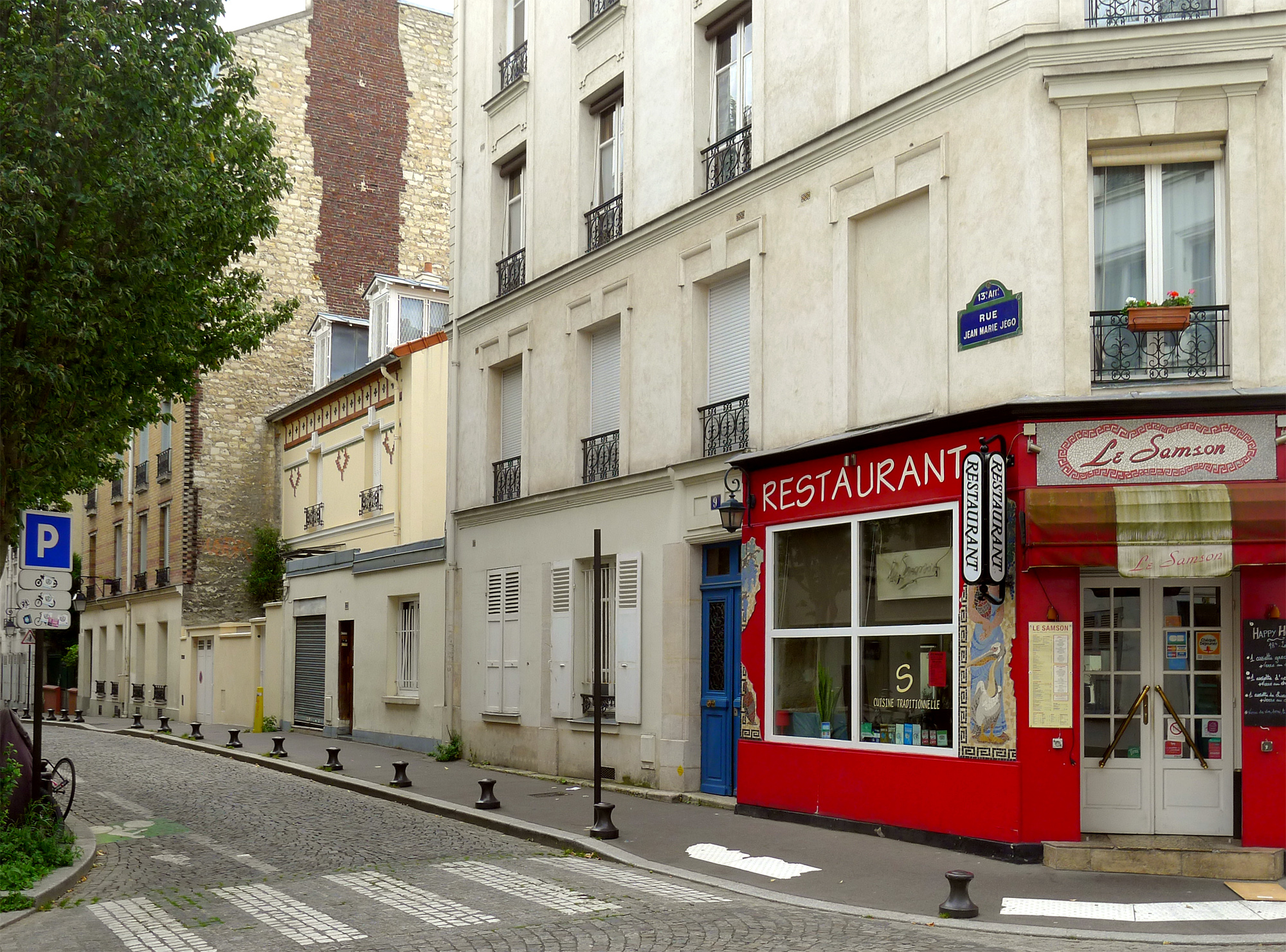
Rue, côté rue Samson.

## Origine du nom
La rue tient son nom du capitaine de marine marchande Jean-Marie Jégo.

## Historique
Cette rue est ouverte en 1883 et prend sa dénomination actuelle la même année.

## Bâtiments remarquables et lieux de mémoire
Présence de petites maisons de ville.

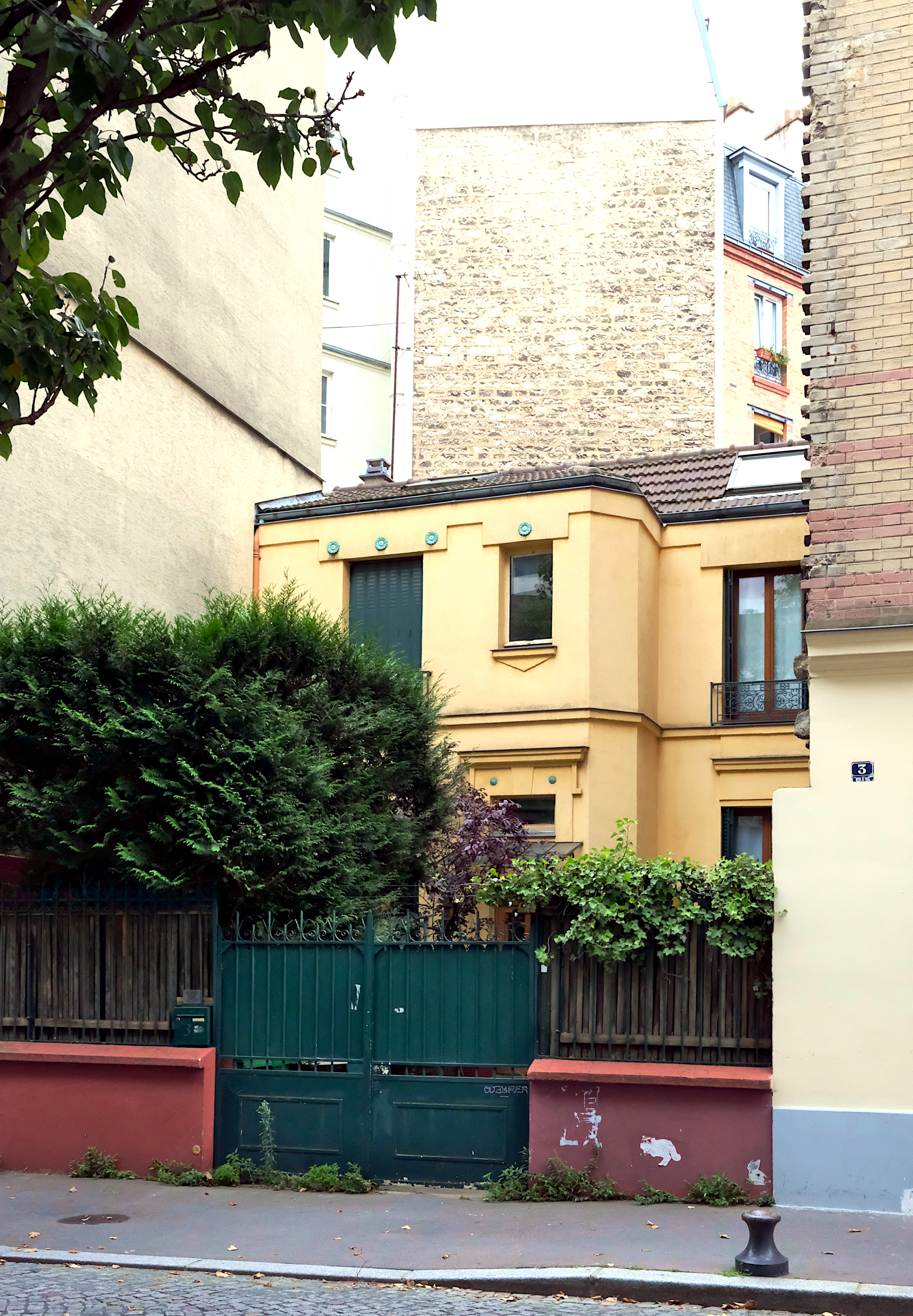
Numéro 3.
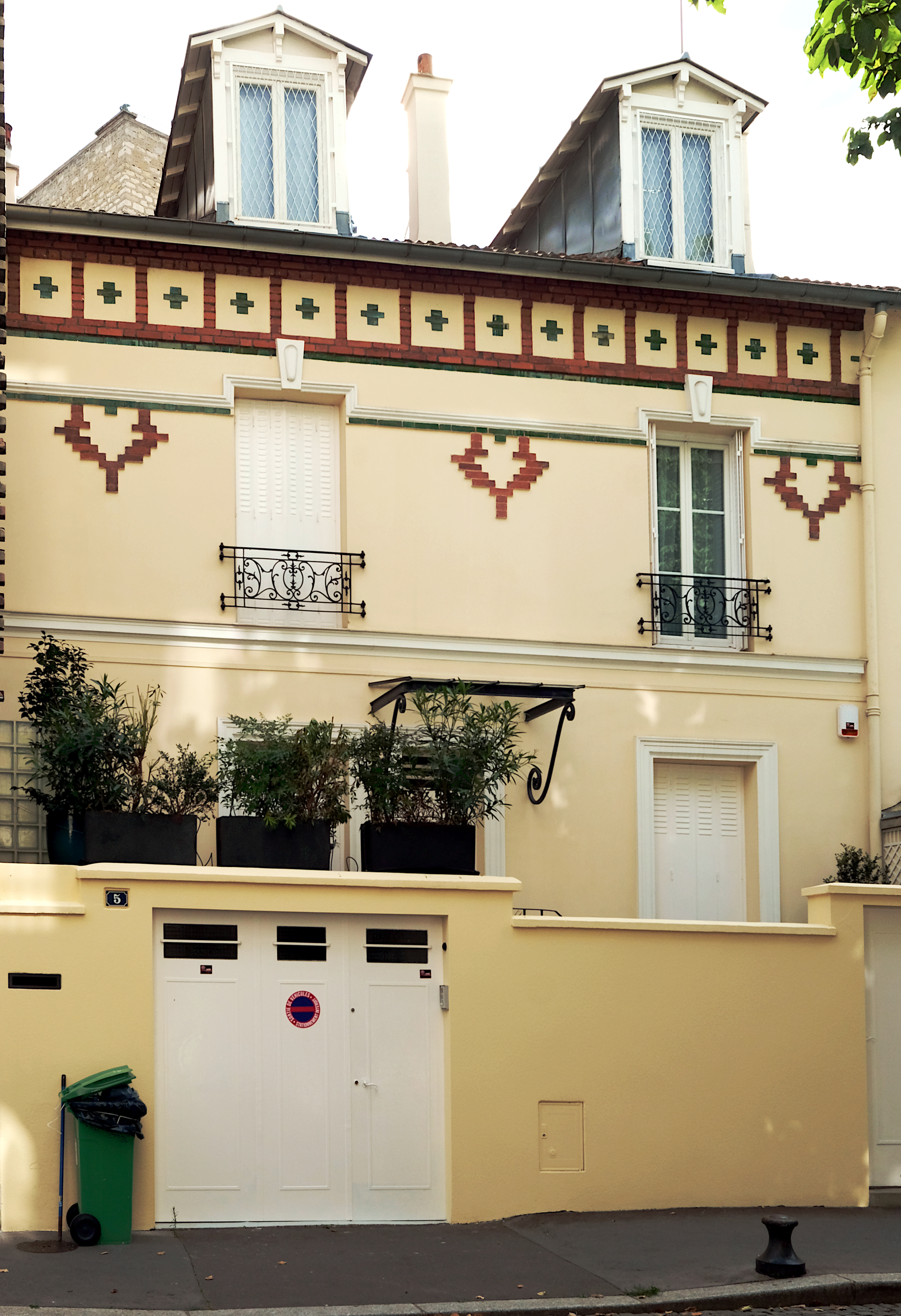
Numéro 5.

L'art urbain est très présent dans cette rue. 
